# Jüdisches Jahrbuch (Bratislava 1933)
Das Jüdische Jahrbuch (ungarischer Untertitel Zsidó Évkönyv) war ein deutsch-, slowakisch- und ungarischsprachiger Almanach, der 1933 in Bratislava in der Ersten Tschechoslowakischen Republik erschienen ist. Herausgegeben von Leo Spielberger, enthält der Almanach neben dem kalendarischen Teil eine Vielzahl an Texten zu zeitgenössischen Debatten um die jüdische Gleichstellung sowie essayistische und literarische Beiträge, darunter in deutscher Sprache von Max Brod, Stefan Zweig oder von Heinrich Mann in ungarischer Übersetzung. Ein besonderes Anliegen des Herausgebers, der die zionistische Bewegung unterstützte, war die Stärkung des Zusammenhalts der durch viele Unterschiede und Eigenheiten charakterisierten jüdischen Gemeinschaften in der Tschechoslowakei. Spielberger verurteilte in aller Deutlichkeit die antisemitischen Maßnahmen des in Deutschland wenige Monate vor der Drucklegung an die Macht gekommenen NS-Regimes.

„Das Judentum durchlebt schwere Zeiten. Aber wie in der Vergangenheit, so flüchtet es auch in der Gegenwart in kritischen Stunden zum Glauben, zur heiligen Lehre, zu den Leben und Weisheit ausstrahlenden Buchstaben, zur Quelle des Wissens, aus welchem Lebensbejahung geschöpft werden kann. Das Buch war immer der beste Freund des Judentums.“